# 모리모토 시게키
모리모토 시게키(일본어: 森本茂樹)는 게임 디자이너와 프로그래머로 게임 프리크에서 활동하고 있다. 포켓몬스터 관련 사업에 힘썼으며 포켓몬스터 적녹의 뮤를 디자인하였다. 포켓몬스터 흑백의 히든 보스 NPC로 등장하기도 했다.